# Dante Majeroni
Dante Majeroni (1869 – 1937) è stato un attore e tenore italiano.

## Biografia
Figlio di Achille Majeroni e di Graziosa Bignetti, fratello maggiore del più noto Achille e dell'illusionista Amedeo, iniziò come cantante di operetta; allievo di Giulio Marchetti fu in seguito direttore di compagnie di operetta a Milano dal 1914 al 1926.
Al cinema partecipò tra il 1934 e il 1936 a tre pellicole; in due di esse recitò insieme al fratello Achille.

## Filmografia
- L'ultimo dei Bergerac, regia di Gennaro Righelli (1934)
- Le scarpe al sole, regia di Marco Elter (1935)
- L'ambasciatore, regia di Baldassarre Negroni (1936)